# 洪嶺站
洪嶺站（英語：Hung Leng；又稱為孔嶺站），是沙頭角支線的中途站，位於粉嶺孔嶺沙頭角公路—馬尾下段東邊近流水響道旁，是整條支線兩個尚存的建築物之一。車站於1911年動工興建，1912年4月1日正式啟用。後來因沙頭角公路的興建導致支線虧損連連，最終於1928年4月1日停止服務，洪嶺車站亦從此關閉。其後於1930年代移交給政府，期間曾用作工務局倉庫。後來車站荒廢，被人非法堆放雜物及建築材料，近年政府才為車站圍上鐵絲網作保護。至2010年被古物古蹟辦事處確定為香港三級歷史建築。

## 建築特色
由於洪嶺站僅為鄉村車站，因此車站設計以簡單實用為主，沒有特別裝飾，其建築特色與一般本地鄉村的建築物相似，為實用主義建築物。建築物為窄長方形，正面為一條開放式陽廊。建築物分為五個房間，估計分別用作男性及女性候車室、男女廁及售票處的用途。售票處的房間內設有火爐及煙囪，而房間內原有的的木門和木製窗框現時仍然存在。